# LPGA Tour 1974
Navigation
Édition précédente Édition suivante
Le LPGA Tour 1974 est la vingtième-cinquième édition du Ladies Professional Golf Association Tour (LPGA), circuit professionnel féminin de golf, qui se déroule du 1er février 1974 au 24 novembre 1974 exclusivement aux États-Unis à l'exception de deux tournois au Canada et pour la première fois au Mexique. Cette vingtième-cinquième édition de ce circuit permet de proposer un certain nombre de tournois professionnels destinés aux femmes en dehors des compétitions amateurs. La volonté de la professionnalisation des golfeuses leur permet désormais de gagner de l'argent en jouant au golf.
Cette saison comporte vingt-sept tournois, soit sept de plus qu'en 1973, auxquels sont insérées des dotations financières en fonction du résultat de la golfeuse. Deux de ces tournois sont considérés comme « tournoi majeur » - le Championnat de la LPGA et l'Open américain - et sont considérés comme les plus prestigieux et difficiles à remporter.
L'Américaine JoAnne Carner est désignée « Joueuse de l'année de la LPGA » (« Player of the Year ») pour la première fois de sa carrière et gagne le classement des gains remporté avec des gains records de 87 094 $ en remportant six victoires mais aucun tournoi majeur. Les deux tournois majeurs, le Championnat de la LPGA et Open américain, sont remportés par Sandra Haynie. Enfin, le « Trophée Vare » récompensant la golfeuse ayant la moyenne de score la plus basse de la saison est remporté par JoAnne Carner pour la première fois de sa carrière.

## Histoire
Pour l'organisation de cette vingtième-cinquième édition, tous les tournois se disputent aux États-Unis, à l'exception de deux tournois au Canada et pour la première fois au Mexique, par des golfeuses principalement américaines professionnelles et amateures. Le calendrier établi fait débuter la saison par l'Invitational de Burdine en Floride remporté par Sandra Palmer. Au cours de cette saison, tous les tournois ont été remportés par des golfeuses américaines professionnelles.
L'Américaine JoAnne Carner est désignée « Joueuse de l'année de la LPGA » (« Player of the Year ») pour la première fois de sa carrière et gagne le classement des gains remporté avec des gains records de 87 094 $ en remportant six victoires mais aucun tournoi majeur. Les deux tournois majeurs, le Championnat de la LPGA et Open américain, sont remportés par Sandra Haynie.

## Participantes à la saison LPGA 1974
Les participantes ont deux statuts. Certaines sont devenues professionnelles, et pour certaines avant la création de ce circuit, mais de nombreuses amateures prennent également part aux tournois sans toutefois pouvoir recevoir le montant des gains en raison de leur statut.
| Participantes      | Participantes      | Participantes    | Participantes      | Participantes    |
| Professionnelles   | Professionnelles   | Professionnelles | Professionnelles   | Professionnelles |
| ------------------ | ------------------ | ---------------- | ------------------ | ---------------- |
| Kathy Ahern        | Maria Astrologes   | Debbie Austin    | Laura Baugh        | Susie Berning    |
| Jane Blalock       | Gerda Boykin       | Pat Bradley      | Murle Breer        | Jerilyn Britz    |
| Bonnie Bryant      | Donna Caponi-Young | JoAnne Carner    | Clifford Ann Creed | Kathy Cornelius  |
| Clifford Ann Creed | Mary Lou Crocker   | Betsy Cullen     | Gail Denenberg     | Cathy Duggan     |
| Gloria Ehret       | Shelley Hamlin     | Sandra Haynie    | Lesley Holbert     | Ruth Jessen      |
| Joyce Kazmierski   | Judy Kimball       | Sally Little     | Carol Mann         | Kathy Martin     |
| Margie Masters     | Susie McAllister   | Kathy McMullen   | Sharon Miller      | Mary Mills       |
| Etsuko Nakamura    | Sandra Palmer      | Diane Patterson  | Sandra Post        | Renee Powell     |
| Jo Ann Prentice    | Judy Rankin        | Betsy Rawls      | Barbara Romack     | Sue Roberts      |
| Carole Jo Skala    | Marilynn Smith     | Sandra Spuzich   | Beth Stone         | Louise Suggs     |
| Jan Thomas         | Jo Ann Washam      | Kathy Whitworth  | Sayoko Yamazaki    |                  |
| Amateures          |                    |                  |                    |                  |
| Jane Booth         | Debbie Massey      |                  |                    |                  |

## Calendrier de la saison 1974
L'édition 1974 se déroule du 1er février 1974 au 24 novembre 1974. La tableau suivant présente tous les tournois programmés pour la saison 1974. Les chiffres entre parenthèses correspondent au nombre de victoires remportées au moment de la victoire de la golfeuse audit tournoi remporté. Les tournois majeurs sont indiqués en gras.
| Date       | Tournoi                                                | Catégorie      | Dotation (US$) | Vainqueur individuelle            |
| ---------- | ------------------------------------------------------ | -------------- | -------------- | --------------------------------- |
| 03/02/1974 | Invitational de Burdine, Floride                       |                | 33 000 $       | Sandra Palmer (8)                 |
| 10/02/1974 | Classic de Sears, Floride                              |                | 100 000 $      | Gail Denenberg (1)                |
| 17/02/1974 | Classic de Naples Lely, Floride                        |                | 38 000 $       | Carol Mann (33)                   |
| 03/03/1974 | Open d'Orange Blossom, Floride                         |                | 30 000 $       | Kathy Whitworth (72)              |
| 10/03/1974 | Classic de S&H Green Stamp, Texas                      |                | 100 000 $      | Carol Mann (34)                   |
| 17/03/1974 | Classic international de Bing Crosby, Mexique          |                | 30 000 $       | Jane Blalock (8)                  |
| 21/04/1974 | Colgate-Dinah Shore Winner's Circle, Californie        |                | 179 000 $      | Jo Ann Prentice (5)               |
| 28/04/1974 | Classic de Birmingham, Alabama                         |                | 35 000 $       | Jane Blalock (9)                  |
| 05/05/1974 | Classic de Lady Tara, Géorgie                          |                | 35 000 $       | Sandra Spuzich (3)                |
| 12/05/1974 | Classic de American Defender-Raleigh, Caroline du Nord |                | 35 000 $       | Jo Ann Prentice (6)               |
| 19/05/1974 | Invitational de Bluegrass, Kentucky                    |                | 35 000 $       | JoAnne Carner (5)                 |
| 26/05/1974 | Classic d'Hoosier, Indiana                             |                | 35 000 $       | JoAnne Carner (6)                 |
| 02/06/1974 | Open de Lady Carling, Maryland                         |                | 40 000 $       | Judy Rankin (12)                  |
| 09/06/1974 | Classic de Desert Inn, Nevada                          |                | 100 000 $      | JoAnne Carner (7)                 |
| 16/06/1974 | Classic de Lawson, Ohio                                |                | 40 000 $       | Sandra Haynie (30)                |
| 23/06/1974 | Championnat de la LPGA, Massachusetts                  | Tournoi majeur | 50 000 $       | Sandra Haynie (31)                |
| 30/06/1974 | Classic de Peter Jackson, Canada                       |                | 60 000 $       | Carole Jo Skala (2)               |
| 07/07/1974 | Classic de Niagara Frontier, New York                  |                | 35 000 $       | Sue Roberts (1)                   |
| 14/07/1974 | Classic de Borden, Ohio                                |                | 40 000 $       | Sharon Miller (2)                 |
| 21/07/1974 | Open américain, Illinois                               | Tournoi majeur | 40 000 $       | Sandra Haynie (32)                |
| 28/07/1974 | Classic de Wheeling, Virginie-Occidentale              |                | 35 000 $       | Carole Jo Skala (3)               |
| 04/08/1974 | Classic de George Washington, Pennsylvanie             |                | 40 000 $       | Sandra Haynie (33)                |
| 18/08/1974 | Open de St. Paul, Minnesota                            |                | 35 000 $       | JoAnne Carner (8)                 |
| 24/08/1974 | Open de National Jewish Hospital, Colorado             |                | 35 000 $       | Sandra Haynie (34)                |
| 01/09/1974 | Open de Southgate, Kansas                              |                | 35 000 $       | Jane Blalock (10) Sue Roberts (2) |
| 08/09/1974 | Open de Dallas Civitan, Texas                          |                | 40 000 $       | JoAnne Carner (9)                 |
| 15/09/1974 | Open de Charity, Texas                                 |                | 30 000 $       | Sandra Haynie (35)                |
| 29/09/1974 | Open de Portland, Oregon                               |                | 35 000 $       | JoAnne Carner (10)                |
| 06/10/1974 | Classic de Sacramento Union, Californie                |                | 35 000 $       | Carole Jo Skala (4)               |
| 21/10/1974 | Classic de Cubic Corporation, Californie               |                | 35 000 $       | Sandra Palmer (9)                 |
| 17/11/1974 | Classic de Bill Branch, Floride                        |                | 40 000 $       | Bonnie Bryant (1)                 |
| 24/11/1974 | Classic de Lady Errol, Floride                         |                | 35 000 $       | Jane Blalock (11)                 |

## Classements saison 1974

### Tableau des gains («Money list»)
Le tableau ci-dessous est le classement des golfeuses par gains obtenus sur cette saison 1974. Le classement par gains est remporté par JoAnne Carner avec 87 094 $ remportés.
| Cla. | Golfeuses          | Gains    | Victoires |
| ---- | ------------------ | -------- | --------- |
| 1    | JoAnne Carner      | 87 094 $ |           |
| 2    | Jane Blalock       | 86 442 $ |           |
| 3    | Sandra Haynie      | 74 559 $ |           |
| 4    | Jo Ann Prentice    | 67 227 $ |           |
| 5    | Sandra Palmer      | 54 873 $ |           |
| 6    | Kathy Whitworth    | 52 024 $ |           |
| 7    | Carol Mann         | 47 720 $ |           |
| 8    | Carole Jo Skala    | 47 691 $ |           |
| 9    | Judy Rankin        | 45 882 $ |           |
| 10   | Donna Caponi-Young | 38 075 $ |           |

### Trophée Vare («Vare Trophy»)
Le tableau ci-dessous est le classement des golfeuses par scores les plus bas sur cette saison 1974.
| Cla. | Golfeuses     | Moyenne |
| ---- | ------------- | ------- |
| 1    | JoAnne Carner | 72,87   |